# Le Prince du soleil
Pour les articles homonymes, voir Prince du Soleil.
Le Prince du soleil (百万年地球の旅バンダーブック, Hyakumannen Chikyu no Tabi Bandar Book, littéralement « Le Livre de Bandar : Voyage sur la Terre d'il y a un million d'années ») est un téléfilm d'animation japonais d'Osamu Tezuka datant de 1978. Il s'agit du premier film d'animation spécialement créé pour la télévision.
En France, il a été diffusé à trois reprises dans l'émission Récré A2 : en trois parties à l'automne 1981, découpé en deux épisodes en 1982, puis en trois en 1985.

## Synopsis
Le jeune Vif Argent est recueilli par la famille royale d'une planète dont la population pacifiste est capable de se transformer en animal ou en végétal. Mais un jour, la planète est attaquée par des pirates qui l'emmènent de force avec la princesse Etoilia. Sauvé, le jeune Prince Vif Argent part à la recherche de la Princesse Floriane, prisonnière du Gang des Clefs à Molettes, dirigé par le Comte Dracula. Par ailleurs, il recherche ses origines, dont le mystère réside entre autres dans les deux points sur son poignet.
Ainsi, accompagné d'une petite créature féminine un peu jalouse, de couleur rose et pouvant se transformer, Vif Argent veut délivrer Floriane. La princesse est fortement convoitée par Musculo, un Terrien, pour son terrible plan.
Cependant Vif Argent, au cours de ses périples, va apprendre de Jack la Balafre, un pirate de l'espace, des évènements de son passé. En effet, grâce à une machine à remonter le temps, il apprend les catastrophes qu'a dû subir la Terre à cause du président Vidor et de son ordinateur Grand-mère. Il y découvre enfin ce qui s'est passé pour ses parents et qu'il a un frère.

## Personnages et clins d'œil
Conformément à ce qu'Osamu Tezuka appelait son « star system », plusieurs personnages du dessin animé sont des héros tirés de ses mangas :
- Jack la Balafre, le pirate de l'espace : Blackjack ;
- Le Professeur Aquarium : Sharaku Hosuke, le héros de L'Enfant aux trois yeux ;
- Le Barman : Hige Oyaji, personnage-fétiche de Tezuka notamment vu dans Astro, le Petit Robot.

On note également la présence d'Astro et du Roi Léo, dans un très court caméo, auxquels vient d'ailleurs s'ajouter une version animée d'Osamu Tezuka lui-même (dans la scène du saloon). Le personnage du vampire qui kidnappe la princesse Floriane, contrairement à ce que l'on pourrait penser au premier abord, n'est pas Don Dracula.

## Distribution
(Les noms originaux des personnages sont indiqués entre parenthèses)
- Prince Vif Argent (Bandar) : Yû Mizushima (VF : Thierry Bourdon)
- Etoilia (Mimuru) : Mami Koyama (VF : Céline Monsarrat)
- Jacques la Balafre (Black Jack) : Masatô Ibu (VF : Philippe Ogouz)
- Roi d'Améthyste (Roi Zobi) : Tôru Ôhira (VF : Gérard Hernandez)
- Reine Tasca (Reine Tasuka) : Reiko Mutô (VF : Claude Chantal)
- Professeur Kudor (Dr Kudo) : Kiyoshi Kobayashi (VF : Jacques Ferrière)
- Marie Kudor (Mme Kudo) : Yukiko Nikaido (VF : Claude Chantal)
- Roi Bobo (Roi Bolbox) : Kousei Tomita (VF : Claude Dasset)
- Professeur Aquarium (Dr Sharaku) : Kaneta Kimotsuki (VF : Francis Lax)
- Président Vidor (Dokudami) : Iemasa Kayumi (VF : Francis Lax)
- Princesse Floriane (???) : ??? (VF : Nathalie Schmidt)

## Fiche technique
- Titre : Le Prince du soleil
- Titre original : Hyakumannen Chikyu no Tabi Bandar Book
- Titre anglais : One Million-year Trip: Bander Book
- Pays : Japon
- Année de production : 1978
- Production : Tezuka Productions, Nippon Television Network Corp.
- Durée : 94 min
- Scénario : Osamu Tezuka
- Réalisation : Hisashi Sakaguchi
- Production : Akira Yoshikawa, Hidehiko Takei, Keiji Kaneda
- Chara-Design : Hisashi Sakaguchi
- Compositeur : Yuji Ohno
- Direction de l'animation : Hiroshi Nishimura
- Direction artistique : Mitsunaru Makino
- Direction du son : Satoshi Katô
- Décors : Mitsunaru Makino, Katsumi Hando, Tsuyoshi Matsumoto